# Reutealis
Reutealis é um género botânico pertencente à família Euphorbiaceae.

## Espécie
Reutealis trisperma ( Blanco ) Airy Shaw

## Nome e referências
Reutealis Airy Shaw